# Tallende
 Tallende  es una población y comuna francesa, situada en la región de Auvernia, departamento de Puy-de-Dôme, en el distrito de Clermont-Ferrand y cantón de Veyre-Monton.

## Demografía
| 468 | 478 | 515 | 616 | 970 | 1150 |
| Para los censos de 1962 a 1999 la población legal corresponde a la población sin duplicidades (Fuente: INSEE [Consultar]) |     |     |     |     |      |